# Brady Hoke
Brady Patrick Hoke (noviembre nacido 3, 1958) es un entrenador de fútbol americano y es actualmente el entrenador de cabeza interino de la Universidad de Tennessee. Anteriormente, fue el entrenador principal de fútbol de los Míchigan Wolverines. Creció en Ohio y atendió la Universidad Estatal donde  jugó de linebacker de 1977 a 1980.  Empezó su carrera de entrenador en 1982 como ayudante en Grand Valley State (1983), Western Michigan (1984–1986), Toledo (1987–1989), Oregón State (1989–1994) y Míchigan (1995–2002).
Hoke Dejó su posición de ayudante de entrenador en Míchigan en diciembre de 2002 para convertirse en el entrenador principal en su alma mater, Ball State. En seis años, Hoke era conocido por revolucionar el programa de fútbol. En 2008,  lideró a Ball State a un récord de 12–1 y la primera aparición en el Top 25 Associated Press (Núm. 12) en la historia de la escuela. En diciembre de 2008, Hoke fue contratado como el entrenador principal de fútbol en San Diego Universidad Estatal. Dirigió el 2010 San Diego equipo de fútbol de aztecas Estatal a la primera temporada de la escuela con al menos nueve victorias desde 1977 y una victoria sobre Navy en la 2010 Poinsettia Bowl.
Regrese a Míchigan después de que  esté contratado para ser el 19.º fútbol de cabeza del programa entrenador encima 11 de enero de 2011. En su estación inaugural con el Wolverines  les dirija a un 11@–2, tomando Míchigan a su primer BCS juego de Bol desde la 2006 estación de fútbol, donde Míchigan derrotó la Virginia Tecnología Hokies en el 2012 Bol de Azúcar.  Encima 2 de diciembre de 2014, Míchigan despidió Hoke después de que cuatro estaciones.